# Kilsyth South
Kilsyth South är en del av en befolkad plats i Australien. Den ligger i kommunen Maroondah och delstaten Victoria, omkring 31 kilometer öster om delstatshuvudstaden Melbourne. Antalet invånare är 3 053.
Runt Kilsyth South är det tätbefolkat, med 286 invånare per kvadratkilometer.. Närmaste större samhälle är Rowville, omkring 14 kilometer sydväst om Kilsyth South.
I omgivningarna runt Kilsyth South växer i huvudsak städsegrön lövskog. Genomsnittlig årsnederbörd är 1 244 millimeter. Den regnigaste månaden är juli, med i genomsnitt 140 mm nederbörd, och den torraste är januari, med 49 mm nederbörd.